# Join Together (album)
Cet article concerne l'album live des Who. Pour la chanson du même groupe, voir Join Together.
Albums de The Who
Who's Better, Who's Best
(1988) Thirty Years of Maximum R&B
(1994)
Join Together est un album live du groupe de rock britannique The Who, enregistré lors de leur tournée du 25e anniversaire, en 1989, et sorti en 1990.

## Titres
Toutes les chansons sont de Pete Townshend, sauf mention contraire.

### Disque 1
1. Overture – 5:26
2. 1921 – 2:52
3. Amazing Journey – 3:07
4. Sparks – 4:35
5. The Hawker (Eyesight to the Blind) (Williamson) – 2:17
6. Christmas – 4:26
7. Cousin Kevin (Entwistle) – 3:56
8. The Acid Queen – 3:44
9. Pinball Wizard – 4:20
10. Do You Think It's Alright? – 0:23
11. Fiddle About (Entwistle) – 1:38
12. There's a Doctor – 0:21
13. Go to the Mirror! – 3:21
14. Smash the Mirror – 1:09
15. Tommy Can You Hear Me? – 0:57
16. I'm Free – 2:11
17. Miracle Cure – 0:22
18. Sally Simpson – 4:18
19. Sensation – 2:21
20. Tommy's Holiday Camp (Moon) – 0:55
21. We're Not Gonna Take It – 8:42

### Disque 2
1. Eminence Front – 5:42
2. Face the Face – 6:12
3. Dig – 3:58
4. I Can See for Miles – 3:42
5. A Little Is Enough – 5:12
6. 5:15 – 5:47
7. Love, Reign o'er Me – 6:27
8. Trick of the Light (Entwistle) – 5:11
9. Rough Boys – 4:36
10. Join Together – 5:14
11. You Better You Bet – 5:39
12. Behind Blue Eyes – 3:38
13. Won't Get Fooled Again – 9:29

## Musiciens
- The Who :
  - Roger Daltrey : chant
  - John Entwistle : basse, chant
  - Pete Townshend : guitare acoustique, guitare électrique, chant

- Musiciens supplémentaires :
  - Steve Bolton : guitare électrique
  - John Bundrick : piano, claviers
  - Chyna : chœurs
  - Simon Clarke : cuivres
  - Simon Gardner : cuivres
  - Jody Linscott : percussions
  - Roddy Lorimer : cuivres
  - Billy Nicholls : chœurs
  - Simon Phillips : batterie
  - Tim Saunders : cuivres
  - Neil Sidwell : cuivres
  - Cleveland Watkiss : chœurs